# Willie McCovey
Willie Lee McCovey (10 de janeiro de 1938), apelidado de "Mac", "Big Mac" e "Stretch", foi um jogador profissional de beisebol que atuou como primeira base. Jogou dezenove temporadas pelo San Francisco Giants e três mais pelo San Diego Padres e  Oakland Athletics, entre 1959 e 1980. Era canhoto e foi eleito para o  Hall of Fame em 1986.
Um dos mais intimidadores e poderosos rebatedores de sua era, McCovey era chamado de "o mais assustador rebatedor do beisebol" pelo arremessador Bob Gibson, uma avaliação na qual Reggie Jackson concorria. O swing poderoso de McCovey gerou 521 home runs, 231 dos quais rebatidos no Candlestick Park, o maior número daquele estádio e inclui um home run rebatido em 16 de setembro de 1966 descrito como o mais longo rebatido ali.